# Android 13
Android 13 (под кодовым названием Android Tiramisu) — тринадцатый и основной выпуск мобильной операционной системы Android, разработанный Open Handset Alliance под руководством Google. Первая предварительная версия была выпущена 10 февраля 2022 года. Google выпустила предварительные версии Android 13 для разработчиков в течение февраля и марта, а бета-тестирование началось в апреле. Платформа готовилась к анонсу в мае 2022 года. 15 августа 2022 г. была выпущена стабильная релизная версия.
Android 13 Tiramisu получила в целом положительные отзывы от пользователей, которые хвалили новые функции, в числе которых: тематические иконки, новый инструмент для выбора фотографий, а также энергоэффективность, но критике подверглась[уточнить] стабильность на некоторых устройствах.

## История
О новой версии было объявлено в блоге Android, опубликованном 10 февраля 2022 года, и сразу же была выпущена первая предварительная версия для разработчиков для серии Google Pixel (от Pixel 4 до Pixel 6). От поддержки Pixel 3 и Pixel 3a Google отказалась из-за их технических характеристик.
Android 13 был выпущен примерно через 4 месяца после выпуска стабильной версии Android 12. Ещё одна предварительная версия для разработчиков была выпущена в марте, за ней последовали 4 бета-версии, каждая из которых была выпущена в апреле, мае, июне и июле. Стабильность платформы была достигнута в июне с бета-версией 3. 27 июня 2022 года стала доступна бета-версия 3.3, главным изменением которой стало «пасхальное яйцо». Оно осталось почти неизменным, по сравнению с Android 12, но теперь, если нажимать на экран, то «шары» будут превращаться в эмодзи.
15 августа 2022 года состоялся релиз стабильной версии для систем на базе процессоров архитектур x86-64 и ARM-64.

## Функции
Первая предварительная версия для разработчиков включает небольшие изменения, которые будут расширены на этапе разработки. Разделенный экран имеет слегка изменённый пользовательский интерфейс, а два приложения имеют закругленные углы.
Представлен новый инструмент выбора фотографий, главной целью которого является повышение конфиденциальности пользователей за счет ограничения доступа к медиафайлам приложения. В большинстве приложений это средство выбора ещё не реализовано. В том же духе конфиденциальности вводится новый уровень разрешений NEARBY_WIFI_DEVICES. Это разрешение позволяет получить доступ к различным функциям, связанным с Wi-Fi, таким как поиск ближайших устройств и сетей, без необходимости запрашивать доступ к местоположению, как это было реализовано в предыдущих версиях Android.
Изменена анимация выпадающего меню «Быстрые настройки», а также внесены небольшие изменения в диалоговые окна, такие как переключатель «Интернет». Медиаплеер находится в процессе редизайна, но ещё не активен в Developer Preview 1. Кроме того, беззвучный режим теперь полностью отключает вибрацию, включая тактильные ощущения. Функция нескольких пользователей была улучшена, теперь появилась возможность выбирать, к каким приложениям можно получить доступ от гостевого пользователя. Данные приложения изолированы между пользователями, поэтому никакая информация не передается.
В этой версии открывается поддержка сторонних приложений для использования тематических значков Material You. Режим разделенного экрана теперь сохраняется при изменении приложения, что означает, что теперь можно использовать другие приложения и панель запуска телефона, а приложения с разделенным экраном будут оставаться в паре вместе в меню «Обзор».
Анимации были улучшены, особенно свечение сканера отпечатков пальцев в серии Pixel 6. Шрифт метки приложения был изменён в Pixel Launcher, а во время взаимодействия с пользователем были добавлены тонкие тактильные ощущения. Пасхальное яйцо версии остается таким же, как у Android 12, но версия Android была изменена на «Tiramisu» в настройках и на панели быстрых настроек.
Многие изменения взяты из Android 12.1 (12L), например док-станция, отображаемая на больших экранах, и другие улучшения для устройств большого формата. Они в основном предназначены для складных устройств и планшетов, но их можно включить и на телефонах, изменив настройки DPI.
Технология UWB (Ultra-Wide Band) позволяет использовать смартфон в качестве ключа от поддерживаемого авто, находить утерянные гаджеты (используется в некоторых поисковых трекерах) и, по сути, усилить все функции, которые стали возможными благодаря NFC и Bluetooth. Некоторые смартфоны на Android уже имеют поддержку UWB, но она ограничена на уровне системы — в Android 13 перечень её возможностей станет существенно шире.
Ещё одно новшество — языковые настройки теперь можно будет устанавливать для каждого приложения отдельно. Это особенно удобно для многоязычных пользователей.
Новая функция Photo Picker направлена на ограничение доступа приложений к медиафайлам на устройстве. Вместо предоставления доступа сразу ко всем медиафайлам на устройстве, Photo Picker предоставляет приложениям доступ только к избранным медиафайлам.

## Критика конфиденциальности
Некоторые аналитики и специалисты по вопросам конфиденциальности выразили сомнения в обоснованности новых заявлений Google о конфиденциальности, которые появились в Android 13 и Google I/O.